# Deltosoma flavidum
Deltosoma flavidum là một loài bọ cánh cứng trong họ Cerambycidae.